# روکونگیری
روکونگیری (انگلیسی: Rukungiri) یک شهرک در استان غربی، اوگاندا است که در سال ۲۰۲۰ میلادی ۳۷٬۲۰۰ نفر جمعیت داشته.